# Richmond-Steveston (circonscription britanno-colombienne)
Pour les articles homonymes, voir Richmond.
Circonscription électorale provinciale du Canada
Richmond-Steveston est une circonscription provinciale de la Colombie-Britannique représentée à l'Assemblée législative de la Colombie-Britannique depuis 1991.

## Géographie
En 2020, la circonscription représente une partie des villes de Richmond et Steveston (en) dans le district régional du Grand Vancouver.

## Liste des députés
| Législature                                          | Années                                               | Député                                               | Député                                               | Parti                                                |
| Richmond-Steveston Circonscription issue de Richmond | Richmond-Steveston Circonscription issue de Richmond | Richmond-Steveston Circonscription issue de Richmond | Richmond-Steveston Circonscription issue de Richmond | Richmond-Steveston Circonscription issue de Richmond |
| ---------------------------------------------------- | ---------------------------------------------------- | ---------------------------------------------------- | ---------------------------------------------------- | ---------------------------------------------------- |
| 35e                                                  | 1991–1996                                            |                                                      | Allan Warnke (en)                                    | Libéral                                              |
| 35e                                                  | avr.-mai 1996                                        |                                                      | Allan Warnke (en)                                    | Indépendant                                          |
| 36e                                                  | 1996–2001                                            |                                                      | Geoff Plant (en)                                     | Libéral                                              |
| 37e                                                  | 2001–2005                                            |                                                      | Geoff Plant (en)                                     | Libéral                                              |
| 38e                                                  | 2005–2009                                            |                                                      | John Yap (en)                                        | Libéral                                              |
| 39e                                                  | 2009–2013                                            |                                                      | John Yap (en)                                        | Libéral                                              |
| 40e                                                  | 2013–2017                                            |                                                      | John Yap (en)                                        | Libéral                                              |
| 41e                                                  | 2017–2020                                            |                                                      | John Yap (en)                                        | Libéral                                              |
| 42e                                                  | 2020–2024                                            |                                                      | Kelly Greene (en)                                    | Néo-démocrate                                        |
| 43e                                                  | 2024–en cours                                        |                                                      | Kelly Greene (en)                                    | Néo-démocrate                                        |